# Tribunal Regional do Trabalho da 1.ª Região
O Tribunal Regional do Trabalho da 1ª Região, com sede no Rio de Janeiro, estado do Rio de Janeiro, é um órgão da Justiça do Trabalho, pertencente ao Poder Judiciário da República Federativa do Brasil, o qual exerce jurisdição em todo território do estado do Rio de Janeiro.

## Histórico
Criada em 1941 como Conselho Regional do Trabalho, pelo presidente Getúlio Vargas, a 1ª Região passou a se chamar Tribunal Regional do Trabalho em 1946, quando  passou a fazer parte do Poder Judiciário nos termos do Decreto-Lei nº 9.797, de 9 de setembro de 1946.

## Funcionamento
De acordo com o regimento interno, o TRT1 compõe-se de 54 desembargadores. Atualmente, é presidido pela desembargadora Edith Maria Corrêa Tourinho.